# Ẓ

الحرف Ẓ هو حرف مشتق من الحرف Z اللاتيني مع إضافة نقطة تشكيل [الإنجليزية] تحت الحرف، ويستخدم في النسخ اللفظي لصوت حرف ظ (وهو حرف استعلاء [الإنجليزية]) يوجد في بعض اللغات الأفريقية الآسيوية كاللغة العربية.